# ۱۶۶۲ (میلادی)
۱۶۶۲ (میلادی) هزار و ششصد و شصت و دومین سال تقویم میلادی است.

## زادگان
- ۳۰ آوریل - ماری دوم، شهبانوی انگلستان، اسکاتلند و ایرلند (م. ۱۶۹۴)

## درگذشتگان
- ۲۰ مارس – فرانسوا لو متل دو بواس‌روبر، شاعر فرانسوی (ز. ۱۵۹۲)